# Cheiracanthium incertum
Cheiracanthium incertum là một loài nhện trong họ Miturgidae.
Loài này thuộc chi Cheiracanthium. Cheiracanthium incertum được Octavius Pickard-Cambridge miêu tả năm 1869.